# Ляйтнер, Матиас
Матиас (Хиас) Ляйтнер (нем. Mathias "Hias" Leitner; род. 22 сентября 1935, Кицбюэль, Тироль) — австрийский горнолыжник, выступавший на международном уровне в 1958—1972 годах. Серебряный призёр зимних Олимпийских игр в Скво-Вэлли, победитель многих крупных соревнований в слаломе. Тренер по горнолыжному спорту.

## Биография
Матиас Ляйтнер родился 22 сентября 1935 года в городе Кицбюэль, Тироль.
Впервые заявил о себе в горнолыжном спорте на международной арене в сезоне 1958 года, когда вошёл в основной состав австрийской национальной сборной и выступил на домашнем чемпионате мира в Бадгастайне, где показал шестой результат в зачёте скоростного спуска.
Наивысшего успеха в своей спортивной карьере добился в 1960 году, когда благодаря череде удачных выступлений удостоился права защищать честь страны на зимних Олимпийских играх в Скво-Вэлли. В программе мужского слалома стал вторым, чуть менее полутора секунды уступив своему соотечественнику Эрнсту Хинтерзеру, и тем самым завоевал серебряную олимпийскую медаль. Также в этом сезоне Ляйтнер выиграл слалом на соревнованиях Арльберг-Кандагар в Сестриере, был лучшим в Лауберхорнской гонке в Венгене и на Кубке Гарримана в Сан-Валли.
В 1962 году одержал победу в гонке 3-Tre в итальянской коммуне Мадонна-ди-Кампильо.
Будучи одним из лучших слаломистов Австрии, благополучно прошёл отбор на домашние Олимпийские игры 1964 года в Инсбруке — на сей раз попасть в число призёров не смог, занял в зачёте слалома итоговое 21 место.
После инсбрукской Олимпиады выступал на профессиональном уровне в США, в частности в 1966—1968 годах становился чемпионом мира среди профессионалов.
Завершив спортивную карьеру в 1972 году, впоследствии проявил себя на тренерском поприще, вплоть до 1999 года работал в Тирольской лыжной ассоциации и Австрийской лыжной федерации. В качестве тренера по слалому мужской австрийской сборной занимался подготовкой таких титулованных горнолыжников как Леонард Сток, Штефан Эберхартер, Бенджамин Райх.
Его младший брат Людвиг Ляйтнер и племянница Михаэла Герг-Ляйтнер тоже добились больших успехов в горнолыжном спорте.